# Церковь Николая Чудотворца (Макарово)
Церковь Николая Чудотворца (Никольская церковь) — приходской храм Богородского благочиния Балашихинской епархии Русской православной церкви в селе Макарово Московской области.
Адрес: Московская область, городской округ Черноголовка, село Макарово, Лесная улица, 6а.

## История
Село Макарово (прежде называлось Пружки) известно с XVI века. В 1585 году по заказу великого князя Василия Ивановича здесь была построена первая деревянная церковь Николая Чудотворца. В Смутное время церковь была уничтожена. До построения каменной церкви на погосте Пружки стояла деревянная, построенная в 1781 году. Нынешняя каменная церковь была построена по проекту архитектора Александра Зборжевского в 1881—1888 годах вместо сгоревшей деревянной. Службы в ней начались в 1886 году.
Храм представляет собой объёмное здание в русском стиле из неоштукатуренного кирпича на каменном цоколе: четверик с полукруглой обширной апсидой, трапезной и четырёхъярусной колокольней. На кровле четверика находится приземистый гранёный барабан с луковичной главкой. Росписи внутри храма относятся к концу XIX века.
В советское время, в 1929 году, церковь была закрыта и осквернена: в ней размещались разные предприятия и организации. С 1959 года храм был брошен и стал разрушаться. В конце 1990 года, после распада СССР, она была передана общине верующих и началось её восстановление. В 2011—2013 годах прошла реставрация храма, выполненная архитекторами Артемием Родионовым и Ириной Можар.
В настоящее время при храме действует воскресная школа, молодёжный церковный хор, есть духовная библиотека.
К церкви Николая Чудотворца приписаны кладбищенская часовня Сергия Радонежского в селе Макарово и часовня Иверской иконы Божией Матери в Черноголовке. Настоятелем храмов с 12 ноября 1990 года по 17 марта 2021 года был протоиерей Вячеслав Перевезенцев, в настоящее время настоятелем является протоиерей Андрей Федоров.